# NGC 7638
NGC 7638 é uma galáxia espiral (S) localizada na direcção da constelação de Pegasus. Possui uma declinação de +11° 19' 46" e uma ascensão recta de 23 horas, 22 minutos e 33,0 segundos.
A galáxia NGC 7638 foi descoberta em 1880 por -.